# Кубна једначина
Кубна једначина је математички појам који означава све полиномијалне једначине које се могу уопштити на следећи израз:
{\displaystyle a\cdot x^{3}+b\cdot x^{2}+c\cdot x+d=0\;,\;\;\;a\neq 0}
Где су a, b, c и d познати коефицијенти, а x непозната. Сви ови параметри могу узимати вредности из скупа комплексних бројева. У случају када су позната решења једначине ,  и , она се може изразити и као:
{\displaystyle a\cdot (x-x_{1})(x-x_{2})(x-x_{3})=0}